# Kirchenplatz 1 (Gunzenhausen)

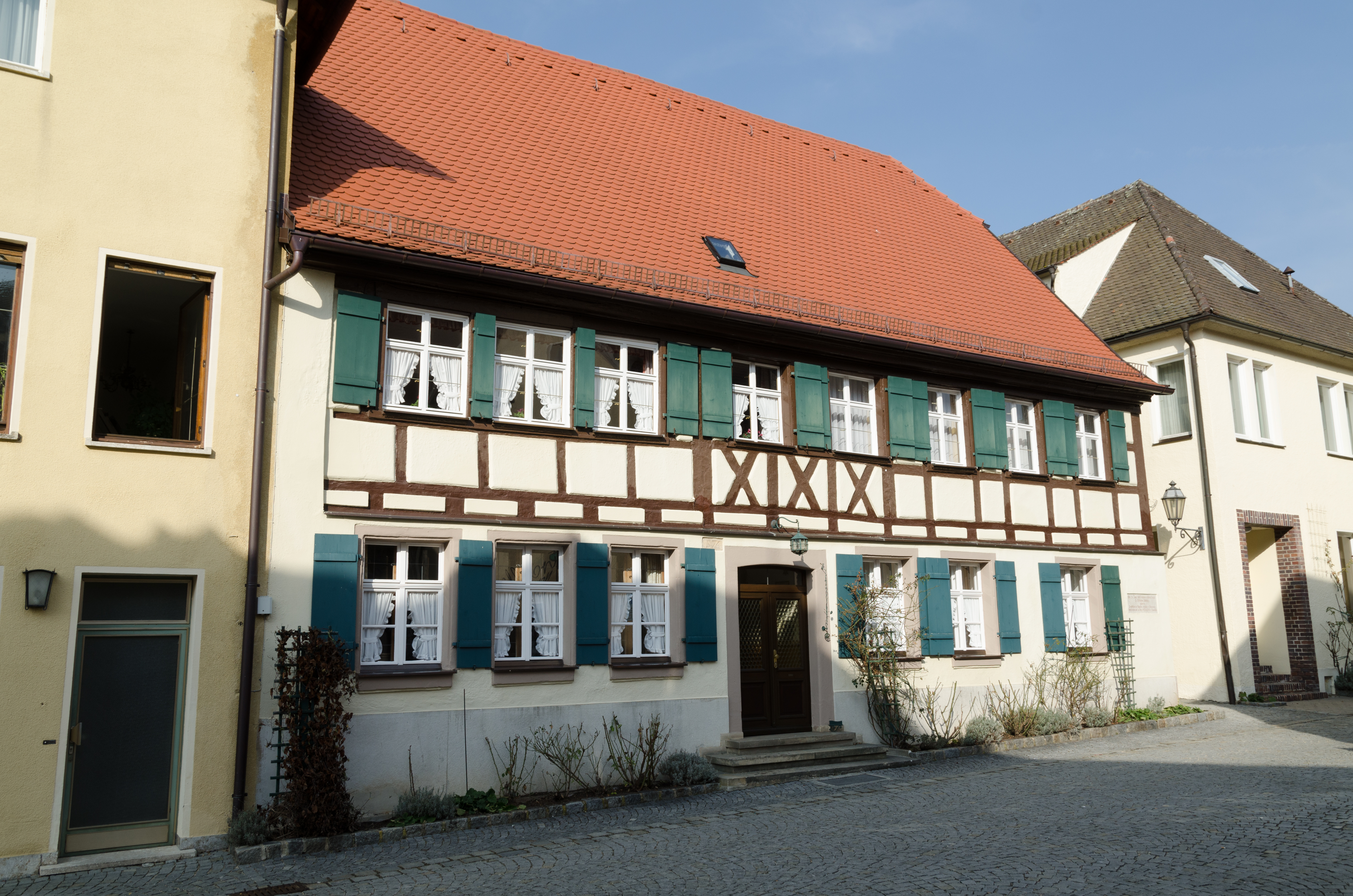
Das Gebäude Kirchenplatz 1

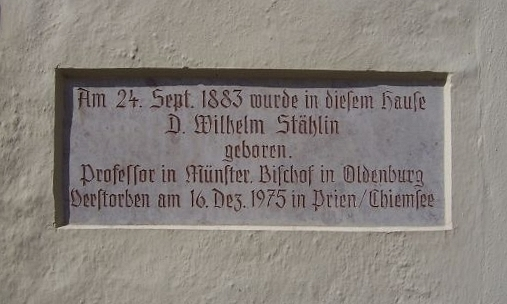
Gedenktafel

Das Haus Kirchenplatz 1 ist ein Gebäude in Gunzenhausen im mittelfränkischen Landkreis Weißenburg-Gunzenhausen. Das Gebäude befindet sich innerhalb der Gunzenhäuser Altstadt am Übergang des Kirchenplatzes zum Marktplatz. Unweit davon steht die evangelische Stadtkirche St. Maria, schräg gegenüber das Palais Heydenab. Es grenzt an das Gebäude der Zeitung Altmühl-Bote. Das Gebäude ist unter der Denkmalnummer D-5-77-136-40 als Baudenkmal in die Bayerische Denkmalliste eingetragen. Das Gebäude ist das Geburtshaus des am 24. September 1883 geborenen Bischofs Wilhelm Stählin.
Das Gebäude wurde über den Überresten eines römischen Numeruskastells errichtet. Das zweigeschossige, traufständige Gebäude hat ein Satteldach und ein massives Erdgeschoss. Das Obergeschoss hat einen Fachwerk-Giebel. Laut Inschrift wurde das Gebäude 1574 errichtet. An dem Wohngebäude ist eine Gedenktafel für den dort geborenen Wilhelm Stählin angebracht.